# 晚霞芋螺
晚霞芋螺（学名：Conus lividus），是新腹足目芋螺科芋螺属的一种。主要分布于印度尼西亚、中国大陆、台湾，常栖息在潮间带岩礁、潮间带至潮下带。